# Úrvalsdeild Karla 1913
La Úrvalsdeild Karla 1913 fue la segunda edición del campeonato de fútbol islandés. El campeón fue el Fram Reykjavík, que ganó su primer título. Este torneo, al igual que el de 1913, tuvo la particularidad de que solo dos clubes estaban disponibles para participar en el torneo, el Valur y el Fram. En un principio se pensó en disputar un partido a modo de única final, pero los dos clubes no se pusieron de acuerdo en la fecha, por lo que la liga optó por entregarle el título honorífico a ambos clubes. Sin embargo, el "Valsarar" se negó tanto recibir el trofeo como a abandonar la competición, aludiendo a la ineptitud de la liga a la hora de buscar horario para el partido. Dada la oposición y posterior carencia de más clubes que disputasen el partido, el Fram lo ganó.

## Tabla de posiciones
|  | Pos. | Equipo | Pts | PJ | PG | PE | PP | GF | GC | DG |
|  | ---- | ------ | --- | -- | -- | -- | -- | -- | -- | -- |
|  | 1.   | Fram   | 0   | 0  | 0  | 0  | 0  | 0  | 0  | +0 |
|  | 1.   | Valur  | 0   | 0  | 0  | 0  | 0  | 0  | 0  | +0 |

Pts = Puntos; PJ = Partidos jugados; PG = Partidos ganados; PE = Partidos empatados; PP = Partidos perdidos; GF = Goles a favor; GC = Goles en contra; DG = Diferencia de gol
- Datos: Q1060665